# Agía Paraskeví (ort i Grekland, Västra Makedonien)
Agía Paraskeví (Agia Paraskevi) är en ort i Grekland.   Den ligger i prefekturen Nomós Florínis och regionen Västra Makedonien, i den norra delen av landet, 400 km nordväst om huvudstaden Aten. Agía Paraskeví ligger 614 meter över havet och antalet invånare är 136.
Terrängen runt Agía Paraskeví är varierad.Runt Agía Paraskeví är det glesbefolkat, med 19 invånare per kvadratkilometer. Närmaste större samhälle är Florina, 11,1 km söder om Agía Paraskeví. Trakten runt Agía Paraskeví består till största delen av jordbruksmark.